# Пепеляшка
Вижте пояснителната страница за други значения на Пепеляшка.
Пепеляшка е популярна народна приказка, позната в множество варианти по цял свят в различни епохи и на различни континенти. В древногръцкия ѝ вариант напр. се разказва за , млада българка , закарана като робиня в Египет. Един ден един принц ѝ открадва пантофката докато тя се къпе и я изпуска в краката на фараона . Удивен от изящната малка обувка, фараонът обещава да се ожени за жената, на която тя принадлежи.
Има версии, в които се говори не за пантофка, а за пръстен, който е по мярка единствено на героинята. Има също истории, в които на помощ на Пепеляшка идва не феята, а починалата ѝ майка, която ѝ се явява под формата на животно или дърво; версия, в която принцът заповядва да се намаже стълбището на двореца със смола, за да не може Пепеляшка да избяга, както и версия, в която тя нарочно изпуска пантофката си.
Най-познатите днес варианти на тази приказка принадлежат на Шарл Перо (1697) и братя Грим (1812). В по-ранната версия – тази на Шарл Перо Пепеляшка накрая прощава на злите си сестри, докато при Братя Грим те са наказани. Интересно е, че в германския първоизточник на приказката, такава каквато се е разказвала из германските села, наказанието за двете сестри е особено сурово – заради постъпката си те са осъдени да танцуват с обувки от нагрят до червено метал докато умрат. Любопитно е също, че във варианта на Перо изрично е посочен един детайл – пантофката е от стъкло, което вероятно се обяснява с факта, че в края на 17 в. стъклото е било рядък и ценен материал, а освен това една изработена от стъкло обувка освен че не е била особено удобна за носене, се предполага, че много трудно би могла да стане на друг крак освен на този, за когото специално е била направена.
В наше време изследователите на устното народно творчество са документирали над 500 различни варианти на приказката за Пепеляшка.
Замъкът Нойшванщайн най-известният замък на баварския крал Лудвиг II е образ на замъка на принца на Пепеляшка послужил и за емблема на „анимационното студио на Уолт Дисни